# Gunilla Olsson
Lisbeth Gunilla Olsson, född 16 december 1947 i Johannebergs församling i Göteborg, är en svensk skådespelare.

## Biografi
Olsson gick först i Majornas flickskola. Därefter studerade hon vid Skara Skolscen och 1966–1969 vid Scenskolan i Stockholm. Under studietiden blev hon upptäckt av Yngve Gamlin som gav henne huvudrollen i filmen Badarna. Den spelades in sommaren 1967 och fick premiär året därpå. Olsson deltog också i gruppuppsättningen Zigenare på Dramaten 1968. Efter examen 1969 anställdes hon vid Dramaten där hon var verksam fram till 1985. Under 1970- och 1980-talen sågs hon i film- och TV-roller som huvudrollen Klara i Klara Lust (1972), sjuksköterskan Violet i serierna Dubbelstötarna (1980) och Dubbelsvindlarna (1982) och piga i Hur ska det gå för Pettersson? (1984). Från 1985 var hon verksam vid olika teatrar i Göteborg.
Under 1990- och 2000-talen har hon setts i biroller i bland annat Hem till byn.

## Filmografi
- 1968 – Badarna
- 1972 – Klara Lust
- 1974 – Fiskeläget (TV-serie)
- 1974 – Jourhavande (TV-serie)
- 1976 – Den tysta majoriteten
- 1978 – Kvinnoborgen
- 1978 – Ballongen spricker (TV-serie)
- 1979 – Barbies värld
- 1980 – Dubbelstötarna (TV-serie)
- 1981 – Skärp dig, älskling! (TV-serie)
- 1981 – Drottning Kristina (TV-pjäs)
- 1981 – Julia Julia
- 1982 – Pelikanen
- 1982 – Dubbelsvindlarna (TV-serie)
- 1982 – Zoombie (TV-serie)
- 1984 – Hur ska det gå för Pettersson? (TV-serie)
- 1985 – Falsk som vatten
- 1986 – Fläskfarmen
- 1987 – Malacca
- 1988 – Enligt beslut
- 1997 – Hammarkullen eller Vi ses i Kaliningrad (TV-serie)
- 1999 – Hem till byn (TV-serie) (till och med 2006)
- 2001 – Kommissarie Winter (TV-serie)
- 2005 – Såsom i en hamburgare
- 2007 – Inga Lindström (TV-serie)
- 2007 – Isprinsessan
- 2010 – Blekingegade (TV-serie)
- 2011 – En man med litet ansikte

## Teater

### Roller (ej komplett)
| År   | Roll             | Produktion                                        | Regi            | Teater   |
| ---- | ---------------- | ------------------------------------------------- | --------------- | -------- |
| 1969 | En gatusångerska | Tolvskillingsoperan Kurt Weill och Bertolt Brecht | Alf Sjöberg     | Dramaten |
| 1971 | Flickan          | Sol, vad vill du mig? Birger Norman               | Ingvar Kjellson | Dramaten |

## Priser och utmärkelser
- 1969 – Teaterförbundets Daniel Engdahl-stipendium [1]